# Blauer Raubsalmler
Der Blaue Raubsalmler (Erythrinus erythrinus, Syn.: Cyprinus cylindricus, E. longipinnis, E. brevicauda, E. kessleri, E. microcephalis, E. Salmoneus, Synodus erythrinus) ist ein Süßwasserfisch aus der Familie der Raubsalmler (Erythrinidae). Die Erstbeschreibung erfolgte 1801 als Synodus erythrinus. 

## Verbreitung
Der Blaue Raubsalmler lebt in den Einzugsbereichen des Amazonas und des Orinoco sowie in küstennahen Flüssen des nördlichen Südamerika, in Brasilien, Argentinien, Französisch-Guyana, Suriname und Venezuela. Darüber hinaus wurde die Art als Speisefisch auf den Inseln Trinidad und Tobago eingebürgert. 

## Merkmale
Blaue Raubsalmler erreichen eine Gesamtlänge von bis zu 25 Zentimeter. Sie verfügen über den für Raubsalmler typischen spindelförmigen Körper mit großen, eng anliegenden glatten Schuppen. Die Fettflosse fehlt. Ober- und Unterkiefer sind stark bezahnt. Als Anpassung an den geringen Sauerstoffgehalt austrocknender Flüsse und Überschwemmungsgebiete ermöglicht ein ausgeprägtes Blutgefäßsystem eine akzessorische Atmung über die Schwimmblase. Diese besondere Stoffwechseleigenschaft ermöglicht auch kurze Landgänge von einem zum anderen (Rest-)Gewässer. In viele Lehrbücher fand Erythrinus Eingang dadurch, dass bei ihm die Schwimmblase (Lunge) nicht ventral vom Vorderdarm entspringt wie bei den meisten primitiveren Osteichthyes, aber auch nicht dorsal wie bei den höheren Teleostei, sondern lateral, was als Übergangs-Form gedeutet wurde (ob dies aber wirklich folgerichtig ist, bleibe dahingestellt).

## Verhalten
Der Blaue Raubsalmler ist ein Einzelgänger. Er ernährt sich hauptsächlich von kleineren Fischen. Sein Beute-Erwerb mutet wild und "ungeschickt" an.

## Sonstiges
Der Fisch wird mitunter auch als Aquarienfisch gehalten. Die Nachzucht ist bisher nicht gelungen.